# Imre Madách
Imre Madách (n. 20 ianuarie 1823 - d. 5 octombrie 1864) a fost un scriitor maghiar, cunoscut în special pentru poemul cosmogonic Tragedia omului.
Supranumit Faust-ul maghiar, opera este remarcabilă prin profunzimea gândirii filozofice și plasticitatea evocărilor.

## Opere
- 1840: Lantvirágok („Flori din cobză”)
- 1859: A civilizátor („Civilizatorul”)
- 1861: Mózes („Moise”)
- 1861: Az ember tragédiája („Tragedia omului”)

## Legături externe
- ro  Imre Madách: Tragedia omului